# Thylamys venustus
Thylamys venustus is een zoogdier uit de familie van de opossums (Didelphidae). De wetenschappelijke naam van de soort werd voor het eerst geldig gepubliceerd door Thomas in 1902.

## Voorkomen
De soort komt voor van zuidelijk Peru en Bolivia tot Neuquén, Argentinië.